# 1198 Atlantis
Atlantis é o asteroide número 1198, situado no cinturão principal. Foi descoberto pelo astrônomo Karl Wilhelm Reinmuth do observatório de Heidelberg, em 7 de setembro de 1931. Sua designação alternativa é 1931 RA.